# Ruta 5 (Uruguay)
Die Ruta 5, benannt nach Brigadier General Fructuoso Rivera, ist eine Nationalstraße in Uruguay.
Die rund 500 Kilometer lange Straße durchquert das gesamte Land in Süd-Nord-Richtung.
Ausgehend von Montevideo führt sie dabei durch die Departamentos Montevideo, Canelones, Florida, Durazno, Tacuarembó und Rivera.
Die Ruta Nacional Doctor Hugo Batalla in Montevideo gabelt sie sich an einem Verkehrsknotenpunkt in die in westliche Richtung verlaufende Ruta 1 sowie die nach Norden führende Ruta 5. Von nun an führt sie als vierspurige Straße vorbei an Progreso bis zur etwa 40 Kilometer entfernten Stadt Canelones. Im weiteren Verlauf – nun als einfache, aber gut ausgeschilderte Straße in gepflegtem Zustand – passiert sie auf ihrem Weg nach Norden die Städte Florida, Pintado, Sarandí Grande, Durazno, Paso de los Toros, wo sie den Río Negro überquert, Chamberlain, Curtina und Tacuarembó bis zu ihrem Endpunkt an der brasilianischen Grenze bei Rivera.
Die Ruta 5 verläuft zwischen Paso de los Toros und Florida und zwischen Canelones und Montevideo überwiegend parallel zur Bahnstrecke Montevideo–Paso de los Toros.